# مويطر (مستفركي)
مويطر هي إحدى مشيخات المملكة المغربية، تتبع جغرافيا لعمالة وجدة أنكاد وإداريًا لمستفركي. يقدر عدد سكانها بـ 1856 نسمة حسب الإحصاء الرسمي للسكان والسكنى لسنة 2004.